# Arahal
Arahal là một đô thị tại tỉnh Sevilla ở phía tây của cộng đồng tự trị Andalusia, phía nam Tây Ban Nha. Đô thị này có diện tích 201,09 kilômét vuông, dân số năm 2018 là 19.565 người với mật độ 97 người/km².